# Nicht mit mir, Liebling
Nicht mit mir, Liebling ist eine deutsche Fernseh-Komödie aus dem Jahr 2012.

## Handlung
Nina und Robert von der Heyden sind seit 16 Jahren miteinander verheiratet. Es war eine glückliche aber für Nina auch entbehrungsreiche Zeit, da sich ihr Leben in den vergangenen Jahren darauf beschränkte, Hausfrau zu sein. So musste sie ihren Beruf als Anwältin ihrem Mann zuliebe aufgeben. Da er ihr jedoch versprach, nach drei Amtszeiten als Bürgermeister nicht für eine vierte kandidieren zu wollen, nahm Nina sich selbst stets zurück. Als sie nun aus dem Fernsehen erfahren muss, dass sich ihr Mann Robert entgegen seinem Versprechen erneut zur Wahl aufstellen lässt, platzt ihr der Kragen. Und es kommt noch schlimmer, denn sie erwischt ihren Mann bei einem Seitensprung mit dessen französischer PR-Beraterin Jacqueline.
Eigentlich will Nina nur noch weg. Aber dieses falsche Grinsen auf den Wahlplakaten ihres Mannes und ihr alter Parteifreund Philipp überzeugen sie, sich selbst als Gegenkandidatin aufzustellen. Dabei kann sie auf ihre Erfahrungen als Lokalpolitikerin zurückgreifen, wo sie vor allem in der Ökobewegung aktiv war. Der Wahlkampf zweier Eheleute um die Macht wird von der Presse hochgepuscht und besonders ausgeschlachtet. Alice, die Tochter des Ehepaares, ist davon wenig begeistert. Als Nina auch noch einen Umweltskandal aufdecken kann, an dem ihr Mann nicht ganz unbeteiligt ist, gehen die Schlammschlachten und Hochrechnungen in die entscheidende Phase.

## Hintergrund
Der Film wurde unter dem Arbeitstitel First Lady vom 20. Juli bis 19. August 2010 in Berlin und Görlitz gedreht. Die Erstausstrahlung des Films erfolgte bei der ARD am 23. März 2012. Dabei wurde er von 4,10 Mio. Zuschauern gesehen, was einem Marktanteil von 13,2 Prozent entsprach.

## Kritiken
„Weitgehend amüsante (Fernseh-)Komödie als Mischung aus Provinzposse und romantischer Liebesgeschichte.“

„Thomas Nennstiel führte bei dieser netten, aber harmlosen Komödie Regie. Nennstiel, der gewohnt gute Unterhaltungskost fürs Fernsehen liefert [...], holte sich hier eine gute Besetzung ins Boot, mit der es Spaß macht, sich trotz recht oberflächlicher Unterhaltung rund 90 Minuten berieseln zu lassen. Das schwulstige Ende ist allerdings derart vorhersehbar, dass der Zuschauer fast schon geneigt ist, vorzeitig abzuschalten.“

„Vorhersehbar, aber recht kurzweilig. Fazit: Ein flotter Spaß auf ‚kommunaler Ebene‘.“